# Chenel
Chenel ist eine Weißweinsorte. Die Neuzüchtung  wurde von Christiaan Johannes Orffer vorgestellt und im Jahr 1974 zugelassen. Sie ist eine Kreuzung der Sorten Chenin Blanc und Trebbiano Toscano (auch Ugni Blanc genannt). In Südafrika sind ca. 270 Hektar mit dieser Sorte bestockt (Stand 2001). Der Bestand nahm somit seit dem Jahr 1996, wo noch  575 Hektar erhoben wurden, deutlich ab. 
Dennoch handelt es sich bei dieser Sorte nach dem Pinotage um die zweite erfolgreiche Neuzüchtung aus Südafrika. Die ertragreiche Sorte Chenel wurde speziell für warme Klimazonen mit intensiver künstlicher Bewässerung und der damit einhergehenden notwendigen Fäulnis-Resistenz gezüchtet. Diese Bedingungen sind in Südafrika häufig anzutreffen.
Die Sorte Chenel ist mit der Sorte Weldra verwandt, da sie aus derselben Elternpaarung gezüchtet wurden.
Siehe auch den Artikel Weinbau in Südafrika sowie die Liste von Rebsorten.
Synonyme: keine bekannt 
Abstammung:  Chenin Blanc × Trebbiano